# Benzbromarone
Benzbromarone là một tác nhân uricosuric và chất ức chế không cạnh tranh của xanthine oxyase  được sử dụng trong điều trị bệnh gút, đặc biệt là khi allopurinol, điều trị đầu tay, thất bại hoặc tạo ra tác dụng phụ không thể dung nạp. Nó có cấu trúc liên quan đến amiodarone chống loạn nhịp tim.
Benzbromarone có hiệu quả cao và dung nạp tốt, và các thử nghiệm lâm sàng vào đầu năm 1981 và gần đây vào tháng 4 năm 2008 đã cho thấy nó vượt trội hơn cả allopurinol, một chất ức chế oxy hóa xanthine không uricosuric, và probenecid, một loại thuốc uricosuric khác.

## Cơ chế hoạt động
Benzbromarone là một chất ức chế CYP2C9 rất mạnh. Một số chất tương tự của thuốc đã được phát triển dưới dạng chất ức chế CYP2C9 và CYP2C19 để sử dụng trong nghiên cứu.

## Lịch sử
Benzbromarone được giới thiệu vào những năm 1970 và được xem là có ít phản ứng phụ nghiêm trọng liên quan. Nó đã được đăng ký tại khoảng 20 quốc gia trên khắp Châu Âu, Châu Á và Nam Mỹ.
Năm 2003, loại thuốc này đã bị Sanofi-Synthélabo thu hồi, sau khi có báo cáo về độc tính gan nghiêm trọng, mặc dù nó vẫn được các công ty dược phẩm khác bán trên thị trường ở một số nước.